# Isquemia aguda
La isquemia aguda (del griego ἴσχειν, ísjein, detener) es la supresión brusca del aporte de sangre a un determinado territorio tisular, como consecuencia de la obstrucción del flujo sanguíneo en una o más arterias. 

## Etiología e incidencia
Las tres causas fundamentales capaces de producir una isquemia aguda son:
- La trombosis arterial aguda es la obstrucción de un vaso sanguíneo por un coágulo formado en el mismo lugar en el que se produce la obstrucción debido fundamentalmente a la afectación arteriosclerótica de su pared. Es frecuente en pacientes con sintomatología previa de dolor en las extremidades, coincidiendo con la marcha (claudicación intermitente) y es mucho más frecuente en enfermos con factores de riesgo aterosclerótico; varones por encima de los 60-70 años con historia de hipertensión arterial, fumadores y con cifras elevadas de colesterol.
- La embolia es la obstrucción brusca de un vaso, generalmente sano, por un coágulo formado en otro lugar y arrastrado hasta allí por la corriente sanguínea. Lo más frecuente es que el émbolo se forme en el corazón y sea bombeado al torrente circulatorio por el que «navega» hasta quedar impactado en una arteria de calibre inferior a su diámetro. Por tanto, es frecuente en pacientes con determinadas arritmias cardiacas y/o enfermedades de las válvulas del corazón, sobre todo estenosis mitral, así como en portadores de válvulas mecánicas. Al contrario que en las trombosis, se trata generalmente de enfermos sin historia previa de dolor al caminar puesto que sus arterias son sanas.
- Los traumatismos arteriales provocan la isquemia del territorio afectado por la lesión del vaso que le aporta la sangre necesaria.

## Síntomas
Independientemente de la causa que la produzca la isquemia aguda es un cuadro de dolor de instauración súbita acompañado de frialdad y palidez. El dolor es muy intenso y no responde a los calmantes habituales. Puede suceder en cualquier territorio pero lo más frecuente es que ocurra en las extremidades y, sobre todo, en las extremidades inferiores. En cuadros muy evolucionados puede aparecer falta de sensibilidad, parálisis e incluso gangrena franca.

## Diagnóstico
En la mayoría de las ocasiones es suficiente que el médico vea al paciente y le explore para llegar al diagnóstico de isquemia aguda. No obstante, es muy importante conocer si se trata de una trombosis o de una embolia, por lo que casi siempre será necesario realizar pruebas complementarias, entre las que se encuentran el electrocardiograma, el doppler y la arteriografía. Sin embargo clínicamente podemos destacar que por debajo de la oclusión de la arteria se pierde el pulso. Es decir no hallaríamos los pulsos en los miembros. Siempre se perderá el pulso medio

## Tratamiento
El tratamiento dependerá del estado del paciente y de los resultados de las pruebas diagnósticas y podrá ser médico y/o quirúrgico. Cuando se trata de una embolia, generalmente el tratamiento es quirúrgico y consiste en extraer el coágulo del vaso afectado (embolectomía).Si la causa del problema es una trombosis, la situación puede manejarse inicialmente con tratamiento médico (analgésicos, anticoagulantes, fibrinolíticos, hemorreológicos), siendo necesaria en la mayoría de las ocasiones una intervención quirúrgica posterior (endarterectomía, angioplastia, «bypass»). 

## Pronóstico
Dependerá de cada caso pero, en términos generales, el factor pronóstico más importante es el tiempo transcurrido entre el inicio de los síntomas y el comienzo del tratamiento, que no debería ser superior a seis horas. Cuadros muy evolucionados pueden conducir a la amputación de la extremidad e incluso a la muerte por la existencia de complicaciones asociadas.
- Datos: Q5922857